# Полукаров, Юрий Михайлович
Ю́рий Миха́йлович Полука́ров (28 ноября 1927, Пермь — 23 августа 2010, Наро-Фоминск Московской области) — советский и российский химик, специалист в области электрохимии металлов, доктор химических наук, профессор, член-корреспондент АН СССР по отделению Общей и технической химии (1990), директор Института физической химии РАН.

## Биография
Отец — физикохимик Михаил Николаевич Полукаров, мать — Тамара Павловна Полукарова (Телушкина).
1943—1948 гг. учился на химическом факультете Пермского университета, который окончил с красным дипломом по специальности «физическая химия».
Окончив аспирантуру московского Института физической химии, с успехом защитил кандидатскую диссертацию. В период с 1953-го по 1972-й гг. работал младшим, затем старшим научным сотрудником.
С 1972 г. — заведующий лабораторией строения поверхностных слоёв Института физической химии АН СССР (РАН), должность которого занимал более 30 лет.
С 1967 — доктор химических наук, с 1981 — профессор.
В 1977—1986 гг. — заместитель директора, в 1988—2002 гг. — директор Института физической химии РАН. Предшественник - академик Спицын Виктор Иванович, преемник - академик Цивадзе Аслан Юсупович.
С 1988 г. также работал профессором кафедры технологий электрохимических производств Российского химико-технологического университета им. Д. И. Менделеева.
С 1990 г. — член-корреспондент АН СССР (РАН).
С 1970-х гг. вёл исследования в области физико-химии моно- и полислойных металлических композиций, электрохимии нанокластерных систем, металлических стёкол, гальванического формирования сплавов и композиционных материалов. Им были разработаны методы электрохимического получения наноструктурированных сплавов хрома с металлами группы железа, обладающих ферромагнитными и суперпарамагнитными свойствами, а также получены мультислойные композиции ферромагнитных металлов с прослойками карбида хрома.
Автор более 300 печатных работ, опубликованных в ведущих научных журналах, в том числе 21-го авторского свидетельства и 1-го патента на изобретение.
Среди учеников Ю. М. Полукарова 3 доктора наук, 13 кандидатов наук, работающих как в России, так и за рубежом.

## Награды
- Орден Почёта (1997)[2]
- Орден Трудового Красного Знамени (1976)[3]